# Wiewiecko (jezioro)
Wiewiecko – jezioro na Pojezierzu Ińskim, położone w woj. zachodniopomorskim, w powiecie łobeskim, w gminie Węgorzyno.
Powierzchnia zwierciadła wody wynosi 5,12 ha. Jezioro jest własnością prywatną, nie ma do niej dostępu. Całość ogrodzona płotem.
Zbiornik w typologii rybackiej jest jeziorem linowo-szczupakowym. 
Administratorem wód Wiewiecka jest Regionalny Zarząd Gospodarki Wodnej w Szczecinie.
Jezioro znajduje się w zlewni rzeki Brzeźnickiej Węgorzy.
Nad północno-wschodnim brzegiem jeziora leży część wsi Wiewiecko.